# Prix du Gouverneur général pour les arts du spectacle
Pour les articles homonymes, voir Prix du Gouverneur général.
Le prix du Gouverneur général pour les arts de la scène (PGGAS) est un prix annuel créé en 1992 par le gouverneur général du Canada Ramon John Hnatyshyn et par sa femme Gerda pour récompenser des personnalités se distinguant dans l'un ou l'autre des domaines des arts de la scène. Les PGGAS sont la distinction canadienne la plus prestigieuse dans le domaine des arts de la scène.
Les PGGAS de la réalisation artistique sont remis annuellement dans six catégories, soit le théâtre, la danse, la musique classique, la musique populaire, le cinéma et la radiotélédiffusion, et récompensent des artistes qui ont fait une contribution indélébile à la vie culturelle canadienne et internationale. 
Ces deux prix ci-dessous sont également remis à chaque année : le prix Ramon John Hnatyshyn (RJH), pour le bénévolat dans les arts du spectacle, et le prix du Centre national des Arts (CNA) récompense un artiste ou un groupe d'artistes qui a apporté une contribution exceptionnelle dans le domaine des arts de la scène au cours de la dernière saison.
Depuis 2008, l’Office national du film du Canada produit des courts métrages rendent hommage aux lauréats et lauréates des PGGAS.

## Liste des récipiendaires du prix des arts de la scène du Gouverneur général
- 1992 - Léopold Simoneau
- 1992 - Oscar Peterson
- 1992 - Dominique Sylvestre Michel
- 1992 - Gilles Mathieu
- 1993 - Gilles Vigneault
- 1993 - Monique Mercure
- 1993 - Leonard Cohen
- 1993 - Ludmilla Chiriaeff
- 1994 - Robert Lepage
- 1994 - Jean Papineau-Couture
- 1994 - Robert Charlebois
- 1994 - Frédéric Back
- 1995 - Jeanne Renaud
- 1995 - Maureen Forrester
- 1995 - Paul Hébert
- 1995 - Denys Arcand
- 1996 - Luc Plamondon
- 1996 - Michel Brault
- 1996 - François Barbeau
- 1997 - Jean-Pierre Ronfard
- 1997 - Gilles Carle
- 1997 - Monique Tremblay Leyrac
- 1997 - Karen Kain (prix du CNA)
- 1998 - Rock Demers
- 1998 - Paul Buissonneau
- 1999 - Jean-Marc Dalpé
- 1999 - Herménégilde Chiasson
- 1999 - Lise Tremblay
- 1999 - Pierre Perrault
- 1999 - Stéphane Jorish
- 1999 - Jacques Brault
- 1999 - Charlotte Gingras
- 1999 - Denise Filiatrault
- 1999 - Ginette Reno
- 2000 - Janette Bertrand
- 2000 - Stompin' Tom Connors
- 2000 - Fernand Nault
- 2000 - Christopher Newton
- 2000 - Teresa Stratas
- 2000 - Donald Sutherland
- 2002 - Jean-Pierre Perreault
- 2002 - Karen Kain (prix de la réalisation artistique)
- 2004 - Veronica Tennant (prix de la réalisation artistique)
- 2005 - Les Sœurs McGarrigle
- 2011 - Yvon Deschamps
- 2019 - Louise Bessette
- 2019 - Colm Feore
- 2019 - Rick Mercer
- 2019 - Alanis Obomsawin
- 2019 - Sandra Oh
- 2019 - Lorraine Pintal
- 2019 - Mavis Staines
- 2019 - Noël Spinelli (prix Ramon John Hnatyshyn)